# Lluís Papell i Comas
Lluís Papell i Comas (Sabadell, 16 de febrer de 1891 - 24 de gener de 1980) fou un periodista i escriptor català.

## Biografia
Acabats els estudis bàsics, als catorze anys Lluís Papell començà d'aprenent al ram de la impremta i aviat va fer de caixista a diversos establiments fins que va anar a la impremta del Diari de Sabadell cridat pel director, Josep Castellet i Pont. Finalment, després de passar uns anys pel tèxtil, va establir-se com a impressor, feina que compaginava amb la de periodista i escriptor. Sobretot va escriure poesia, que deixà inèdita, tret de la lletra de la sardana Girona aimada, que musicà Vicenç Bou. Com a periodista va col·laborar en el Diari de Sabadell i el 1928 va participar en l'organització del VI Congrés de la Federació de la Premsa Catalano-Balear, que va tenir lloc a Sabadell. En aquests anys va freqüentar el Círcol Republicà Federal i va fer amistat amb alguns dels militants més significats, com també amb alguns dirigents de la Federació Local de Sindicats.
Durant la guerra va estar a Ràdio Sabadell, com a redactor i locutor. I va ser precisament aquesta la causa que en acabar la Guerra Civil fos empresonat tres anys a la Model de Barcelona i posteriorment desterrat a València. Retornat a Sabadell el 1946, aconseguí de l'alcalde Josep M. Marcet un salconduit per anar a Andorra, on l'esperava el seu fill, que se l'endugué a Beaulieu-sur-Dordogne amb la resta de la família. S'hi estigué fins al 1948. Quan retornà, es reintegrà al nou Diari Sabadell i a la nova Ràdio Sabadell.
El 29 d'abril de 1998 Sabadell li dedicà una plaça.